# Paranthrene zoneiventris
Paranthrene zoneiventris is een vlinder uit de familie wespvlinders (Sesiidae), onderfamilie Sesiinae.
Paranthrene zoneiventris is voor het eerst wetenschappelijk beschreven door Le Cerf in 1916. De soort komt voor in het Oriëntaals gebied.